# Doopsgezinde Kerk (Enkhuizen)
De Doopsgezinde Kerk in de Noord-Hollandse plaats Enkhuizen staat aan het Venedie en is, inclusief interieur, sinds 1997 beschermd als rijksmonument. De kerk werd in 1892 gebouwd naar ontwerp van de architect U.J. Van der Meulen in neorenaissancestijl. Het huidige kerkgebouw is gebouwd op de plek waar in 1798 een eerdere kerk werd gebouwd. De voorganger van die kerk staat weer aan ’t Zand 11-13.

## Exterieur
Het kerkgebouw is vrijstaand, met aan weerszijden een steeg en achter het kerkgebouw een tuin. De buitengevels zijn gemetseld in kruisverband met rode bakstenen in waalvormformaat. De voorgevel ligt iets naar achteren, met in het midden een ver naar voren risalerend portaal. Het risaliet heeft een puntgevel welke eindigt in een timpaanvormige bekroning. De getoogde voordeur bevindt zich in de voorgevel van het risaliet. Boven de deur is een tweedelig venster geplaatst, daarboven een klein rondvenster en weer boven dit geheel een groter rondvenster.
Rondom alle vensteropeningen worden de bakstenen afgewisseld met zandstenen blokken. De plint wordt eveneens opgebroken door zandstenen lagen: zeven lagen baksteen worden afgewisseld door een laag zandsteen, drie in totaal. De dorpels zijn van hardsteen. Aan weerszijden van de risaliet bevindt zich een venster met halfronde top. De stijlen in de vensters zijn van handvorm steen. Onder de vensters loopt een cordonlijst die rondom het pand loopt. Alleen de vensters in de voorgevel zijn voorzien van glas-in-loodramen. Deze vensters hebben kunststof voorzetramen gekregen. Alle andere vensters zijn voorzien van kleurloos glas en hebben geen voorzetramen.
Geheel bovenaan de gevels is een met bruin en geel geglazuurde bakstenen band, met een meanderend motief, aangebracht. In deze band zijn ook de houten consoles opgenomen die de goot ondersteunen.
Het dak bestaat uit een T-vormig dak met een plat dak met rondom hellende dakvlakken, een vorm van mansardekap. Het risaliet heeft een zadeldak. Op de hellende dakvlakken liggen Echtse pannen. Aan de voorzijde steken er door de hellende dakvlakken twee driehoekige dakkapellen. De uitbouw waarin de consistorie zit heeft geen zadel- of mansardedak, maar een schilddak.

## Interieur
Het portaal bevat grenen deuren en tevens de spiltrap naar het orgelbalkon. Achter de deur met pilasteromlijsting, in ionische stijl, zit de kerkruimte. In de kerkruimte ligt de originele houten vloer. Op twee na zijn de kerkbanken verwijderd, deze zijn vervangen door stoelen. Naast een schot voor de ingang staan twee originele bankjes.
De kerkzaal is rechthoekig van vorm met aan de lange westelijke muur het portaal en aan de oostelijke muur, tegenover het portaal, de preekstoel en de deuren naar de consistorie en vergaderruimten. Het plafond is gebogen en steunt op een rondlopende lijst en houten schalken. Van de originele verlichting resteert een koperen kroonluchter.
Het orgel is in 1910 geleverd door de firma L. Ypma & Co, de toenmalige bedrijfsnaam van Jos Vermeulen. Het orgel is in de jaren 1990 in etappes gerestaureerd. De balustrade en de consoles waar het balkon op rust zijn gemaakt van blank Amerikaans grenen.
De preekstoel is voor 1650 gemaakt en toont, onder andere, drie zeemeerminnen met dubbele staarten, twee draken en geteld geld. Het werd in 1984 gekocht van de Hervormde Kerk van Appeltern. Het rugschot is eveneens bewerkt. Het klankbord erboven is zeshoekig, net als de kuip van de preekstoel.
De binnenwanden zijn witgepleisterd waarbij het onderste deel een groen geschilderde lambrisering vormt.

## Trivia
In 1889 werd in Vlissingen een vergelijkbare vermaning naar ontwerp van Van der Meulen gebouwd. Dat kerkgebouw is in 1942 door oorlogshandelingen verwoest.